# Hymenopodidae
Hymenopodidae là một họ bọ ngựa trong bộ Mantodea, chứa bốn phân họ.

## Chi
- Acromantis
- Amphecostephanus
- Anasigerpes
- Anaxarcha
- Anoplosigerpes
- Attalia
- Catasigerpes
- Ceratomantis
- Chlidonoptera
- Chloroharpax
- Chrysomantis
- Citharomantis
- Congoharpax
- Creobroter
- Epaphrodita
- Ephestiasula
- Ephippiomantis
- Galinthias
- Harpagomantis
- Heliomantis
- Helvia
- Hestiasula
- Hymenopus
- Junodia
- Metacromantis
- Odontomantis
- Oligomantis
- Otomantis
- Oxypilus
- Pachymantis
- Panurgica
- Parablepharis
- Parahestiasula
- Parymenopus
- Phyllocrania
- Pseudocreobotra
- Pseudoharpax
- Pseudoxypilus
- Psychomantis
- Rhomantis
- Theopropus

## Hình ảnh

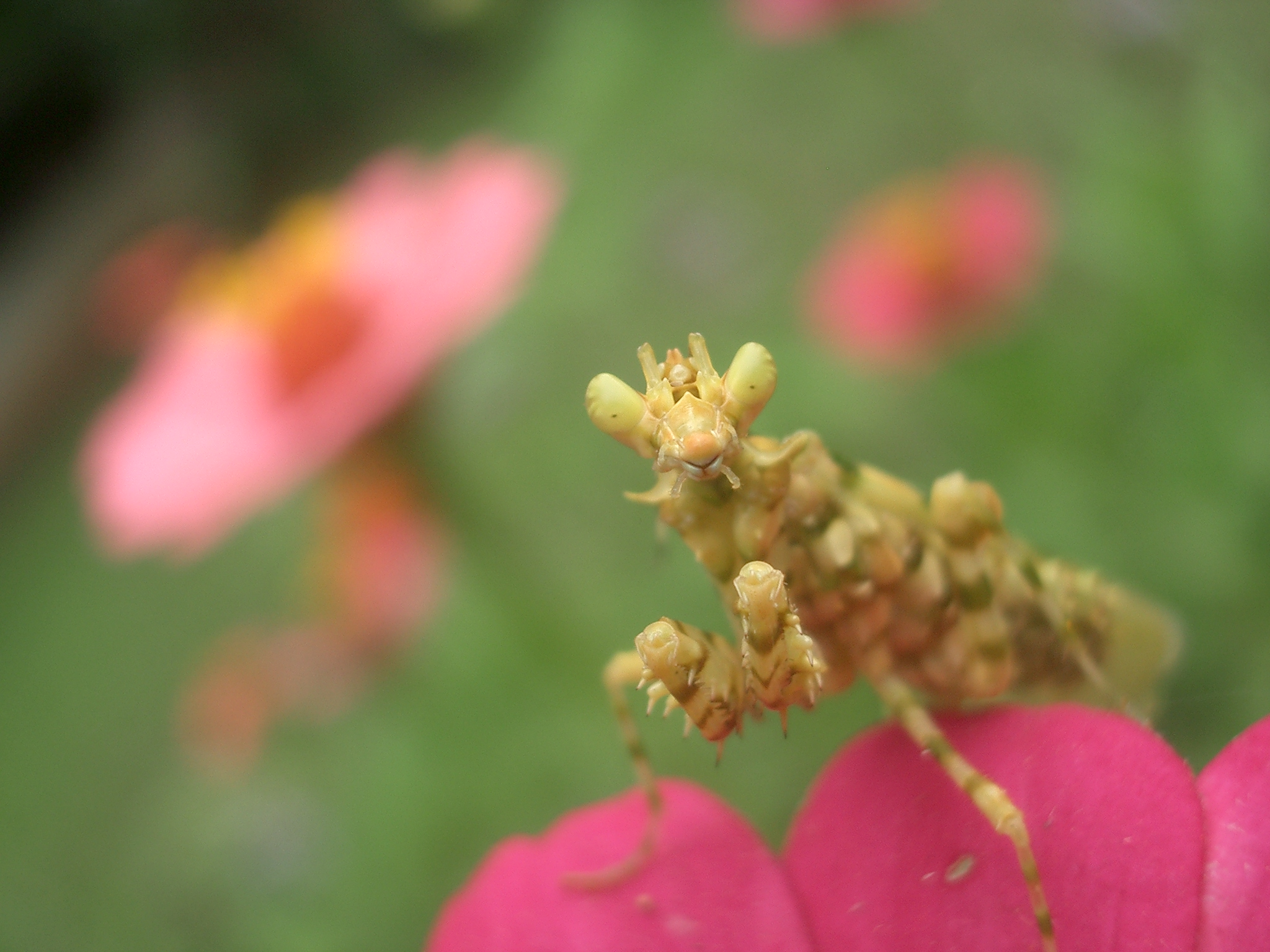
Sudanese Hymenopodid Mantis, Pseudocreobotra
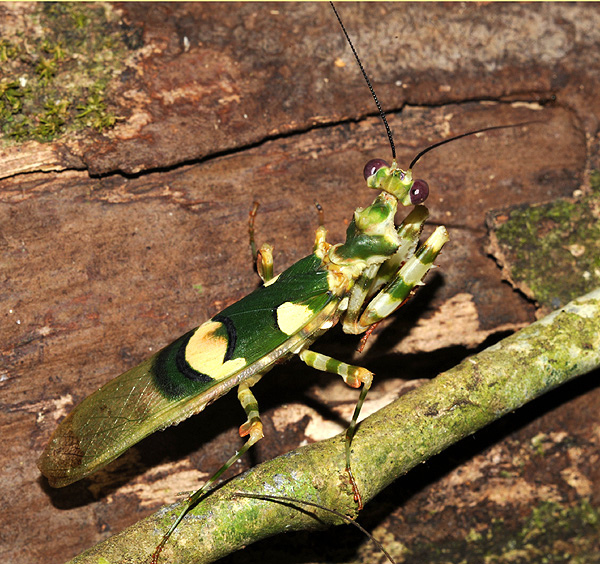
Adult female Chlidonoptera vexillum.
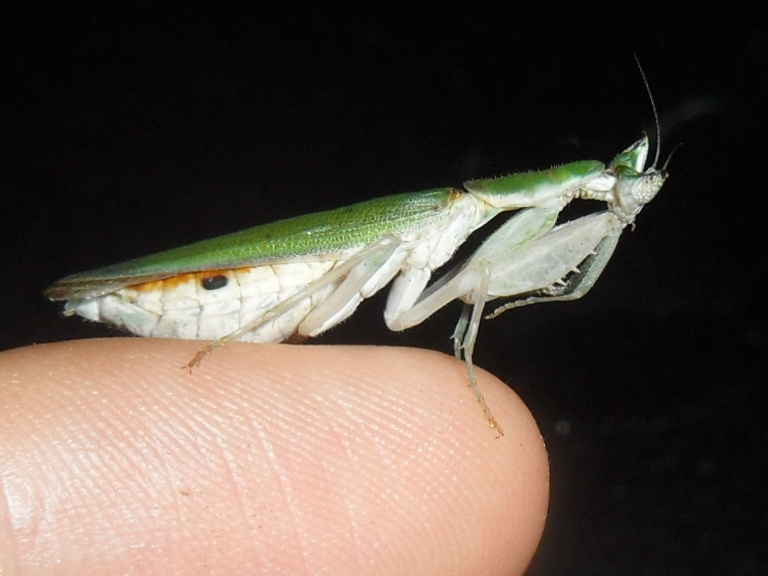
Adult female Pseudoharpax virescens
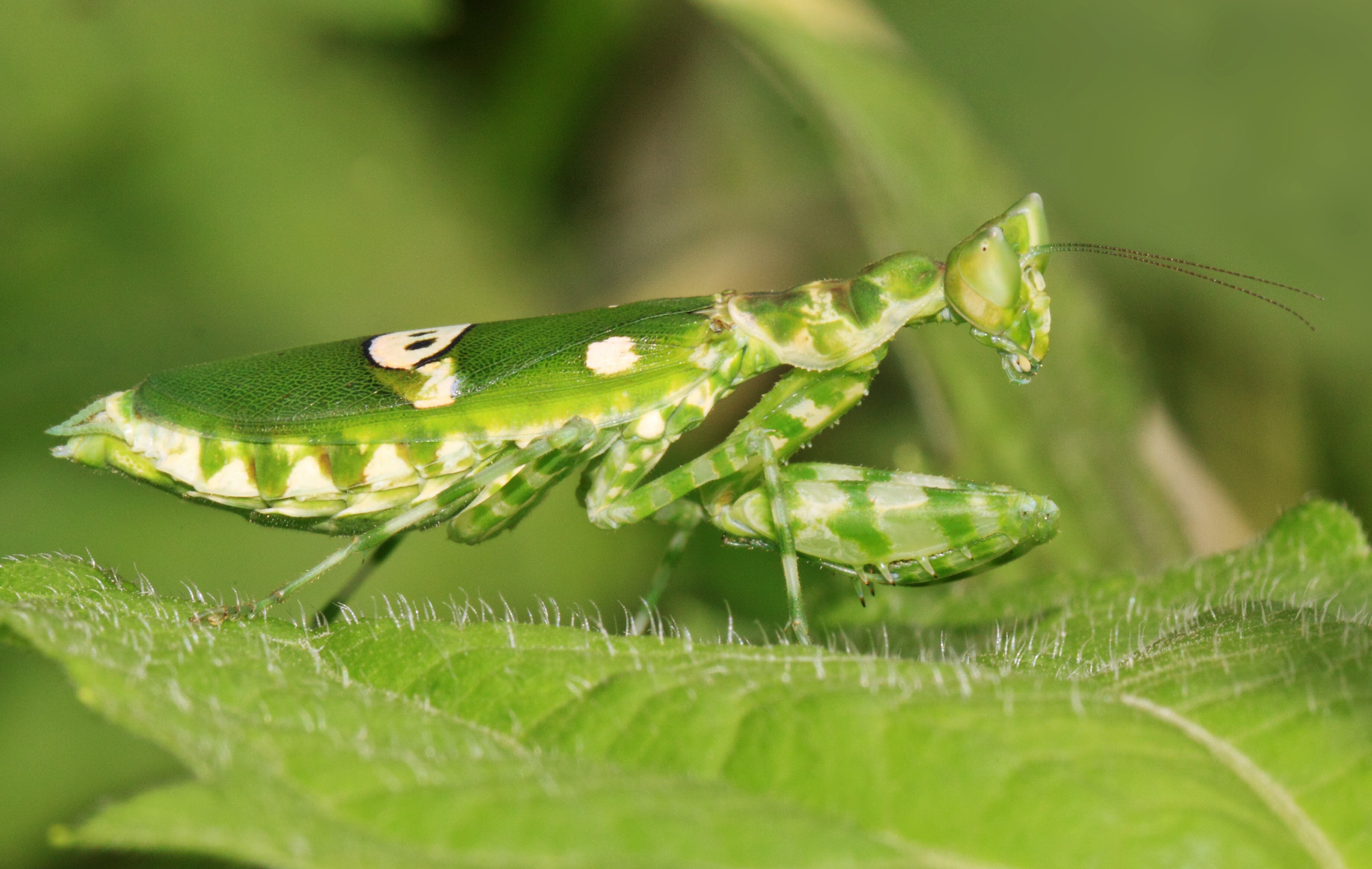
Creobroter trưởng thành ở Tây Java